# 荒唐好萊塢
《荒唐好萊塢》（英語：Episodes）是英美合拍的電視情境喜劇，由大衛·克雷恩和傑弗里·克拉利克編劇，並由Hat Trick Productions製作。在2011年1月9日晚上9:30於Showtime電視台首播。並在2011年1月10日22時在BBC Two首播。本劇描述英國的一對情境喜劇編劇夫妻搬到好萊塢重新創作他們在英國受歡迎的喜劇，結果卻引起災難性的後果。Showtime電視台和英國BBC電視台已經續約第二季。本劇已經在全世界186個國家播送。2015年6月，Showtime宣布續訂第五季，並於2016年於倫敦拍攝，全季共九集。

## 劇情概要
當這一對編劇夫妻尚恩（Sean）和貝弗莉（Beverly）因為他們成功的英國喜劇《Lyman's Boys》又拿下另一座英國電視學院獎電視喜劇獎，他們受邀到好萊塢去將這部戲翻拍成美國版。他們被迫遇到男主角麥特·勒布郎，麥特不但摧毀他們的聲譽還有節目，甚至連婚姻都受到影響。

## 角色介紹

### 主要角色
- 麥特·勒布郎 飾演 麥特·勒布郎
- 史蒂芬·曼甘 飾演 尚恩·林肯（Sean Lincoln）
- 塔姆辛·格雷格（英语：Tamsin Greig） 飾演 貝弗莉·林肯（Beverly Lincoln）
- 約翰·潘考（英语：John Pankow） 飾演 馬克·拉皮德斯（Merc Lapidus）
- 凱斯琳·蘿絲·柏金斯（英语：Kathleen Rose Perkins） 飾演 卡羅·蘭斯（Carol Rance）
- 莫西婭·夢露（英语：Mircea Monroe） 飾演 墨林·藍道夫（Morning Randolph）

### 經常出現的角色
- 李查·葛瑞夫斯 飾演 茱莉亞·布拉德（Julian Bullard）
- 黛西·哈格德（英语：Daisy Haggard） 飾演 麥拉（Myra）
- 羅·赫什（英语：Lou Hirsch） 飾演 瓦蘭斯（Wallace），保全

## 製作過程
2010年5月，BBC電視台宣布訂購七集並且開始拍攝中，由詹姆斯·葛莉菲斯導演。將由史蒂芬·曼甘和塔姆辛·格雷格分別扮演尚恩和贝弗莉的角色。這兩位之前曾經在英國影集《綠翼》（2004–2007）合作過。貝弗莉這個角色原先預定由演員克萊兒·馥蘭妮擔任，但是最後由於本劇重新製作的緣故，最終在2010年4月換角。麥特·勒布郎飾演一個更自命不凡的自己，同時命名為麥特·勒布郎。托馬斯·哈登·丘奇原先接演本部戲的電視製作人馬克的角色，最終因檔期時間問題並未參與。最後由約翰·潘考接演。雖然本部戲設定在洛杉磯，但是大部分的場景都在英國拍攝，包括林肯夫妻住的700萬美金的豪宅，偶爾再穿插一些洛杉磯的影像。

## 評價
該劇在美國觀眾中評價相當多元。
- Robert Bianco在報紙今日美國上評論本劇「輕易地當選本季最佳喜劇」[9]。
- 波士頓環球報影評記者馬修·吉爾伯特（Matthew Gilbert）表示：“該季的每一集就像是每一個愉悅的小部分”。[10]
- 波士頓先驅報（英语：Boston Herald）影評記者Mark A. Perigard則溫和地描述他擔心恐怕不會有太多觀眾欣賞。[11]
- 舊金山紀事報日報的大衛·偉根（英语：David Wiegand）則讚揚本劇的演員的表演，但是感覺並不怎麼有趣。[12]
- 娛樂新聞網站HitFix影評記者阿蘭·塞平沃爾（英语：Alan Sepinwall）則是近一步的聲明本劇是2011年最糟糕的影集[13]。
- 在第一集播出後，英國的媒體則表示溫和並保持樂觀態度。[14][15]並且期待看到更多麥特的演出[16]
- 獨立報專欄作家Brian Viner相信有助於改善本劇。[17]

在英國，首播當日的收視觀眾為186萬，收視率8.5%。第二集則是153萬（7.4%），到了第四集則降到109萬（5.3%）。到第五集則是稍微提高到133萬（6.6%）。到了第六集又下降到112萬（5.5%），本季最後一集則是最低收視106萬（5.1%）。
麥特·勒布郎曾經在2004年的艾美獎因《六人行》入圍最出色演員。本劇已經訂購第二季。麥特·勒布郎因本劇獲得第69屆金球獎喜劇類影集最佳演員。本劇也入圍最佳喜劇。

## 發行
第一季的“荒唐好萊塢”已經在英國由2 entertain發行DVD(藍光同時發行)。
| 季數   | 發行日期   | 發行日期      |
| 季數   | Region 1/A | Region 2/B    |
| ------ | ---------- | ------------- |
| 第一季 | 未定       | 2011年2月28日 |

## 備註
1. 1 2 3  . BBC. December 17, 2010  [December 19, 2010]. （原始内容存档于2013-09-21）.
2. ↑  "Biggest Sunday Ever on Showtime! Shameless, Episodes & Californication to Premiere January 9th" （页面存档备份，存于）, Showtime press release, September 22, 2010, via FutonCritic.com. Retrieved November 3, 2010.
3. ↑  . www.atvtoday.co.uk.   [27 February 2011]. （原始内容存档于2012-03-14）.
4. ↑  .   [2012-01-23]. （原始内容存档于2013-04-29）.
5. ↑  . Digital Spy. February 16, 2011  [March 2, 2011]. （原始内容存档于2013-11-14）.
6. 1 2   (新闻稿). BBC. May 13, 2010  [2012-01-23]. （原始内容存档于2012-03-07）.
7. 1 2  Wightman, Catriona. . Digitalspy.co.uk. April 29, 2010  [2011-01-10]. （原始内容存档于2011-01-18）.
8. ↑  "LeBlanc's 'brave' move on to British TV （页面存档备份，存于）", BBC News, 10 January 2011
9. ↑  Robert Bianco. . USA Today. January 6, 2011  [January 14, 2011]. （原始内容存档于2011-10-11）.
10. ↑  Matthew Gilbert. . Boston Globe. January 7, 2011  [January 14, 2011]. （原始内容存档于2012-11-02）.
11. ↑  Mark A. Perigard. . Boston Herald. January 6, 2011  [January 14, 2011]. （原始内容存档于2012-10-04）.
12. ↑  David Wiegand. . San Francisco Chronicle. January 6, 2011  [January 14, 2011]. （原始内容存档于2011-01-13）.
13. ↑  Sepinwall, Alan. . HitFix.com. Dec 26, 2011  [7 January 2012]. （原始内容存档于2012-01-07）.
14. ↑  Sam Wollaston. . The Guardian. January 10, 2011  [January 14, 2011]. （原始内容存档于2012-01-13）.
15. ↑  Jane Simon. . The Mirror. January 10, 2011  [January 14, 2011].
16. ↑  Keith Watson. . Metro. January 10, 2011  [January 14, 2011]. （原始内容存档于2011-01-14）.
17. ↑  Brian Viner. . The Independent. January 11, 2011  [January 14, 2011]. （原始内容存档于2011-09-27）.
18. ↑  . www.comedy.co.uk.   [20 February 2011]. （原始内容存档于2011-08-17）.
19. ↑  . www.comedy.co.uk.   [22 February 2011]. （原始内容存档于2012-05-08）.
20. ↑  Philiana Ng. . www.hollywoodreporter.com. 28 February 2011  [29 June 2011]. （原始内容存档于2012-03-31）.
21. ↑  de Moraes, Lisa (December 15, 2011); Matt LeBlanc won the Golden Globe "" （页面存档备份，存于）. The Washington Post
22. ↑  . amazon.co.uk.   [29 June 2011].

## 外部連結
- 官方网站 for Showtime
- 在BBC Programmes了解《荒唐好萊塢》（英文）

- 互联网电影数据库（IMDb）上《Episodes》的资料（英文）
- 豆瓣电影上《荒唐好萊塢》的資料 （简体中文）